# Zwergmispeln
Die Zwergmispeln (Cotoneaster) sind eine Pflanzengattung der Kernobstgewächse (Pyrinae) aus der Familie der Rosengewächse (Rosaceae). Zur Gattung gehören etwa 90 Arten.
Das natürliche Verbreitungsgebiet ist die paläarktische Region (gemäßigtes Asien, Europa, Nordafrika), mit einem Schwerpunkt auf dem Himalaya und in Südwest-China.

## Beschreibung

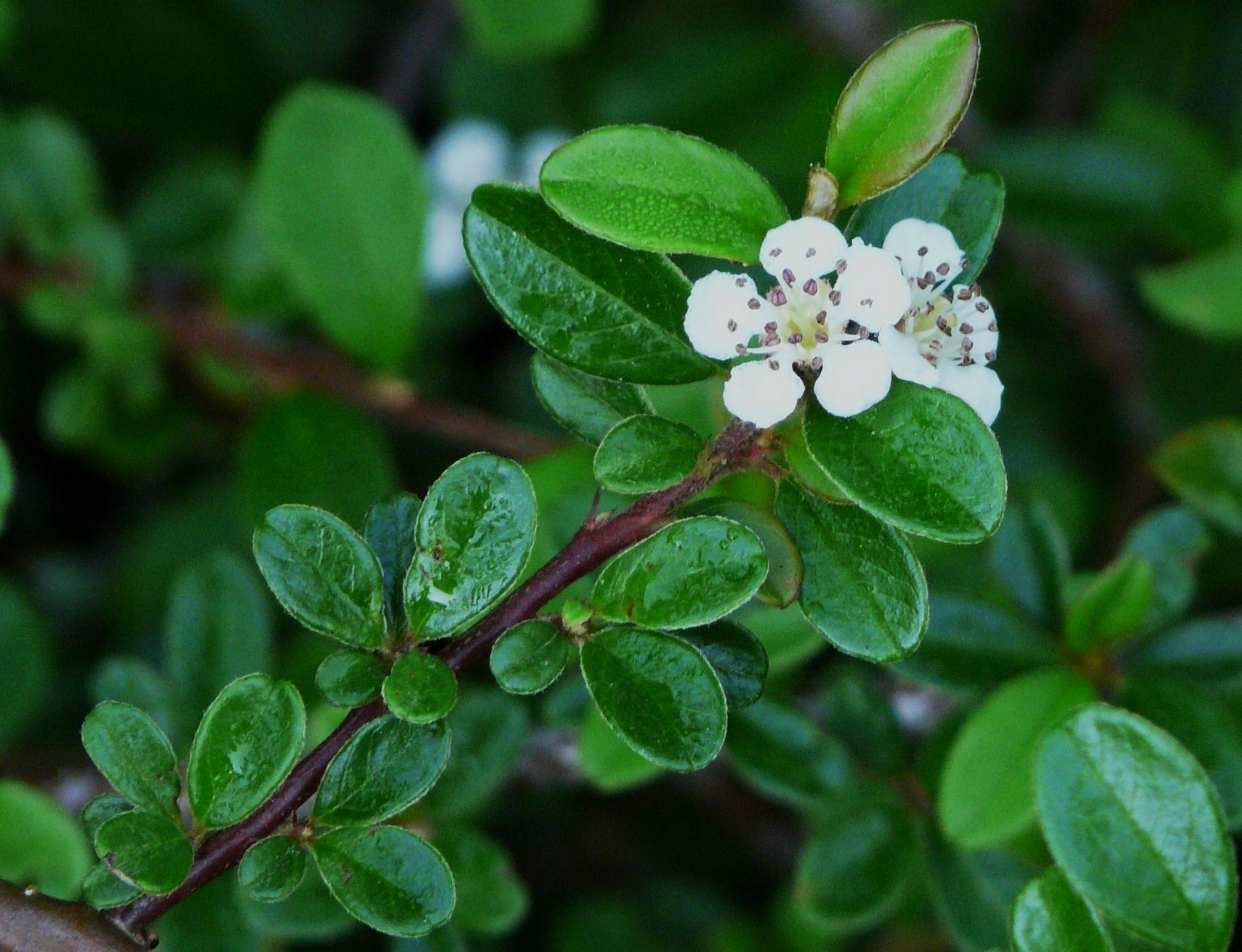
Teppich-Zwergmispel (Cotoneaster dammeri)

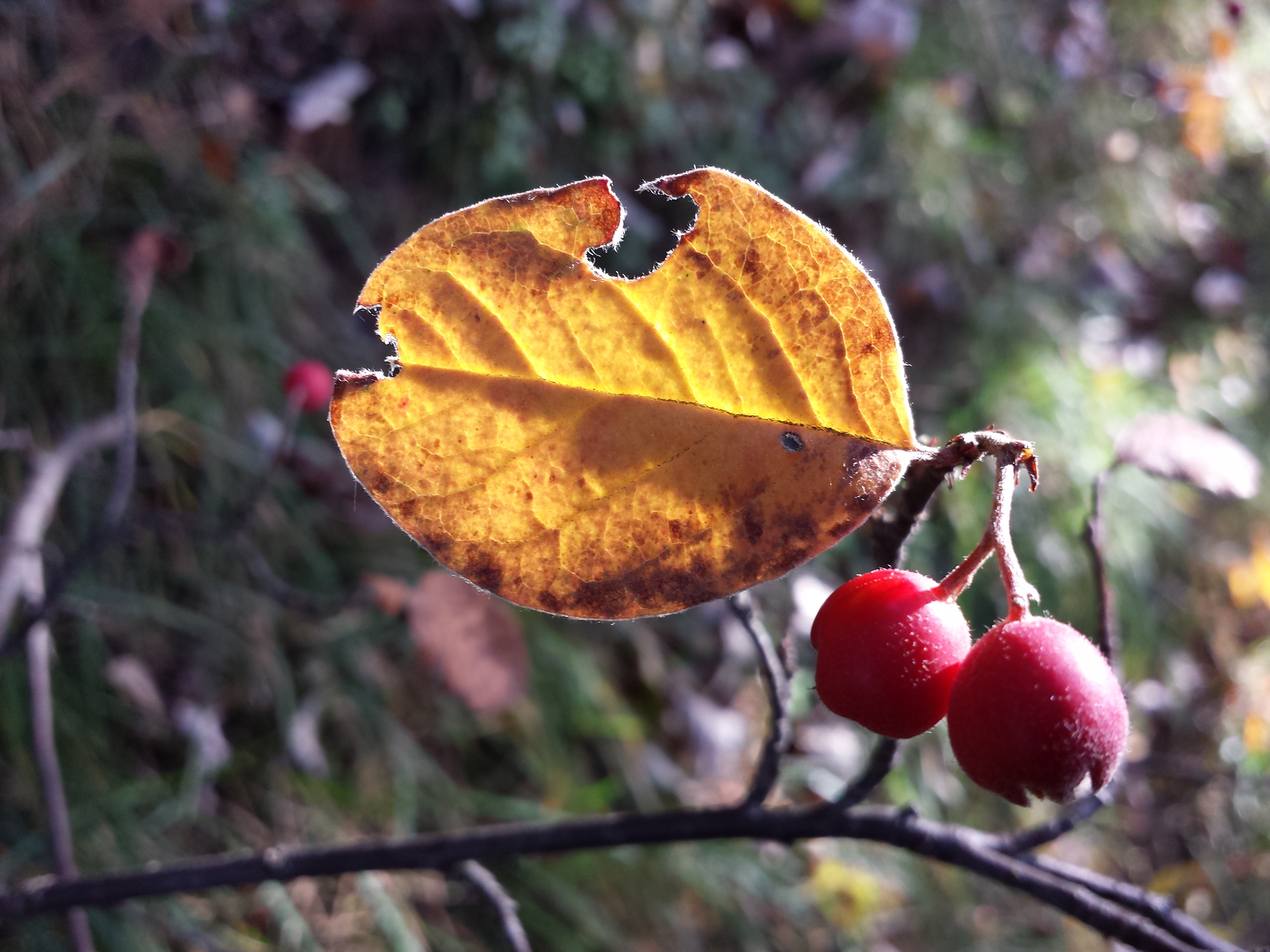
Blatt und Früchte der Filz-Steinmispel (Cotoneaster tomentosus) im Herbst

### Vegetative Merkmale
Cotoneaster-Arten wachsen als sommergrüne bis immergrüne Sträucher, selten sind es Bäume. Die Wuchsform reicht vom niederliegenden Bodendecker bis zu 15 Meter hohen Kleinbäumen. Die Zweige sind nicht bewehrt (Unterschied zu den Feuerdorn-Arten (Pyracantha)).
Die wechselständigen Laubblätter sind einfach mit einem kurzen Blattstiel. Der Blattrand ist ganz. Die Nebenblätter sind klein.

### Generative Merkmale
Die Blüten stehen manchmal einzeln und zu wenigen in kleinen Bündeln, aber meist in schirmtraubigen Blütenständen.
Die zwittrigen Blüten sind radiärsymmetrisch und fünfzählig mit doppelter Blütenhülle. Es ist ein kleiner Blütenbecher vorhanden. Die fünf kurzen Kelchblätter sind auch noch auf den Früchten deutlich erkennbar. Die fünf Kronblätter sind weiß, cremefarben, rosa bis hellviolett oder rot. Es sind 10 bis 20, selten bis zu 22 Staubblätter vorhanden. Es sind zwei bis fünf unter- bis halbunterständige Fruchtblätter vorhanden. Die zwei bis fünf Griffel sind frei.
Die ein- bis mehrsamige, apfelförmige Frucht ist rot bis bräunlich rot, oder orange bis schwarz, die fleischigen Kelchblätter sind noch deutlich erkennbar.
Alle Pflanzenteile, aber besonders die Früchte, sind schwach giftig.

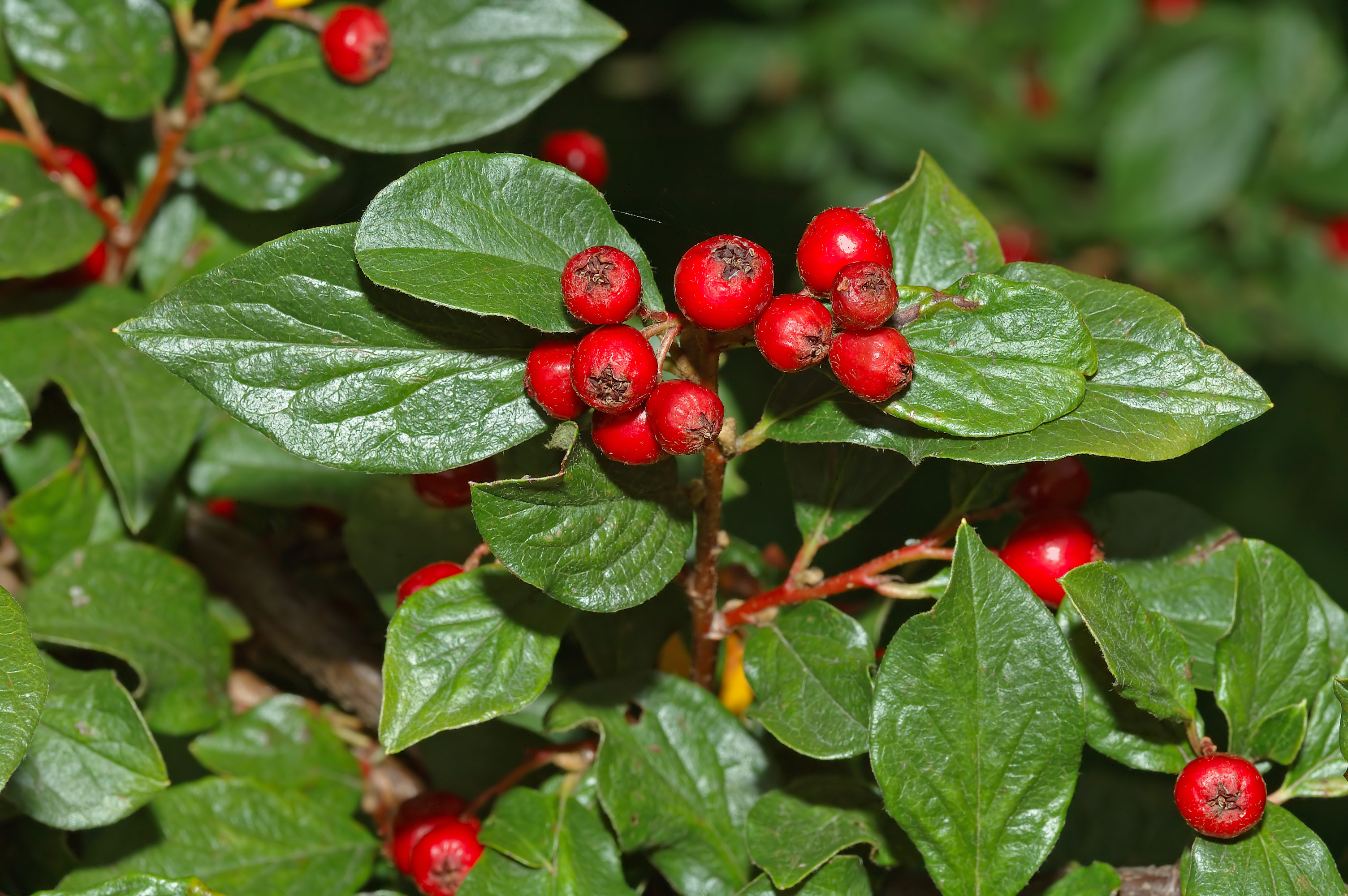
Blätter und Früchte der Spitzblättrigen Zwergmispel (Cotoneaster acuminatus)

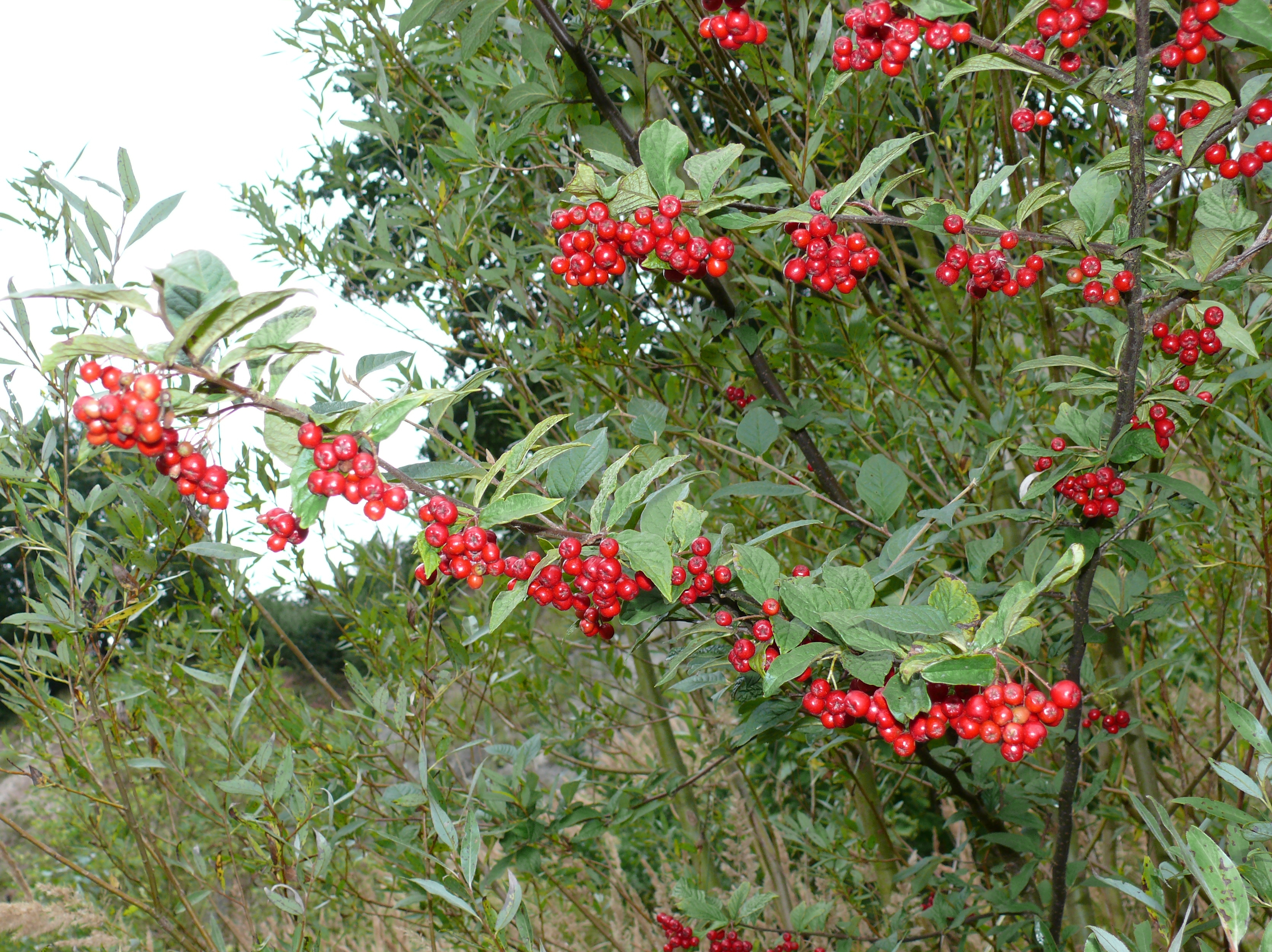
Runzelige Zwergmispel (Cotoneaster bullatus)

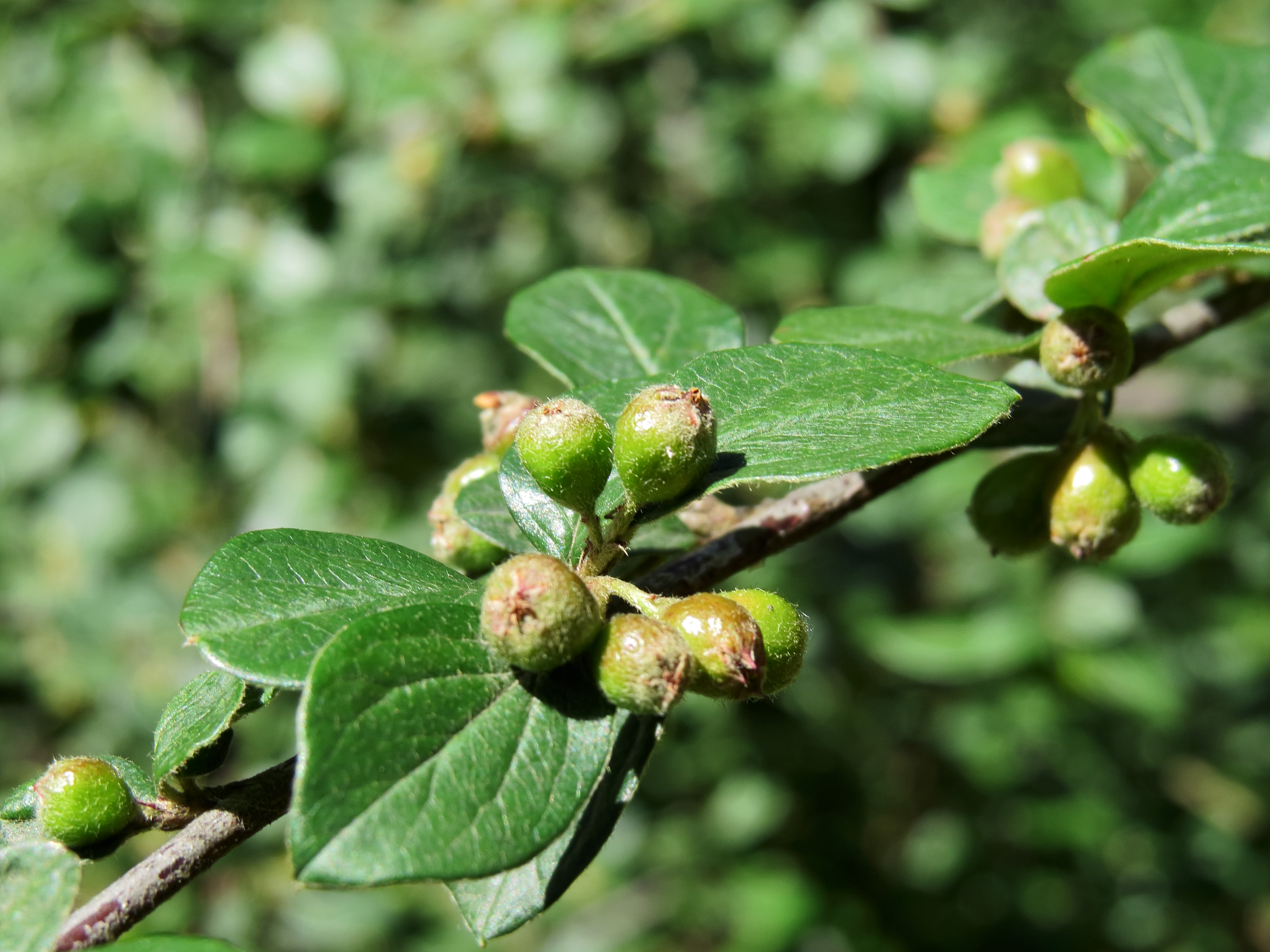
Diels-Zwergmispel (Cotoneaster dielsianus)

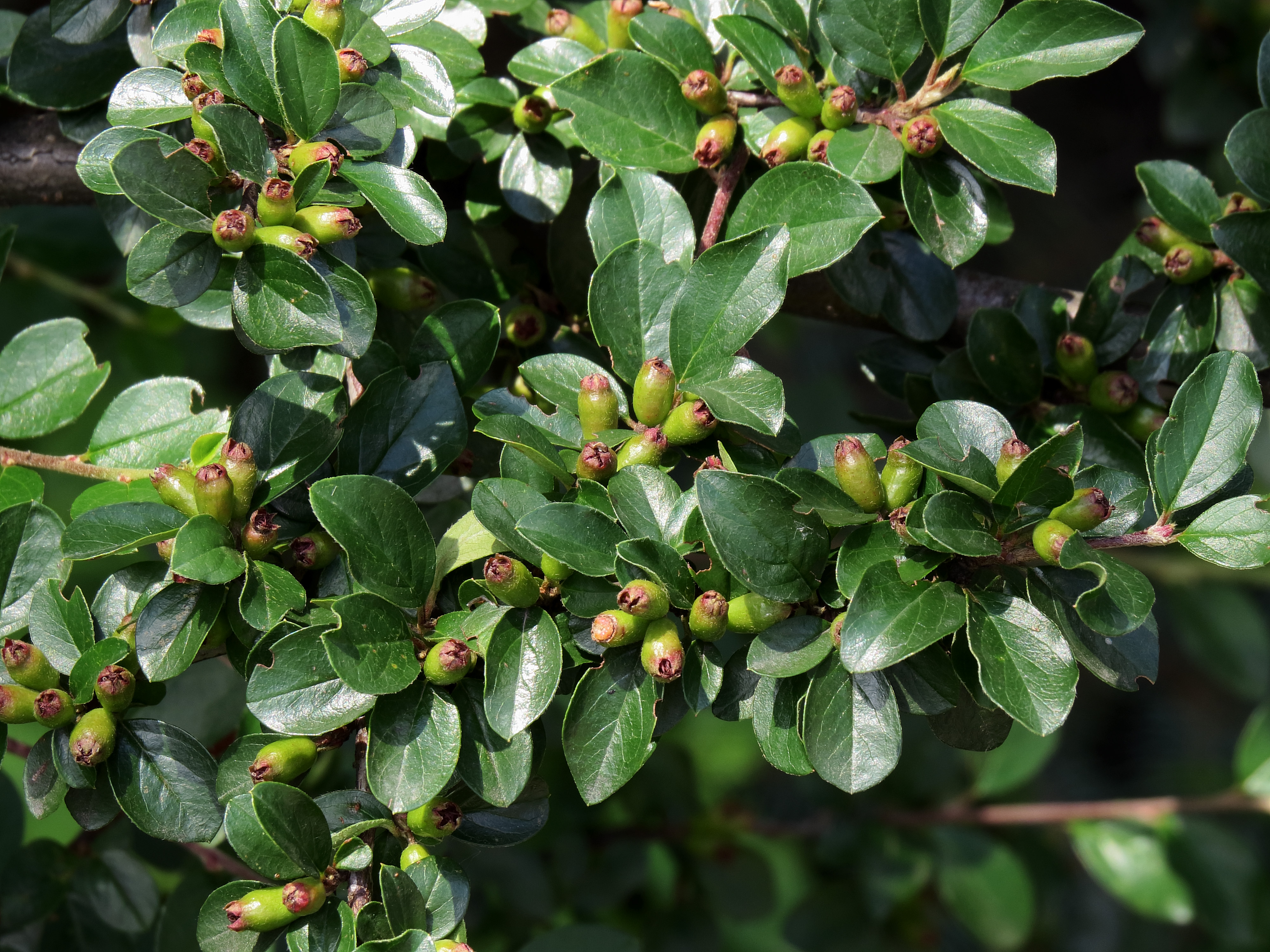
Sparrige Zwergmispel (Cotoneaster divaricatus)

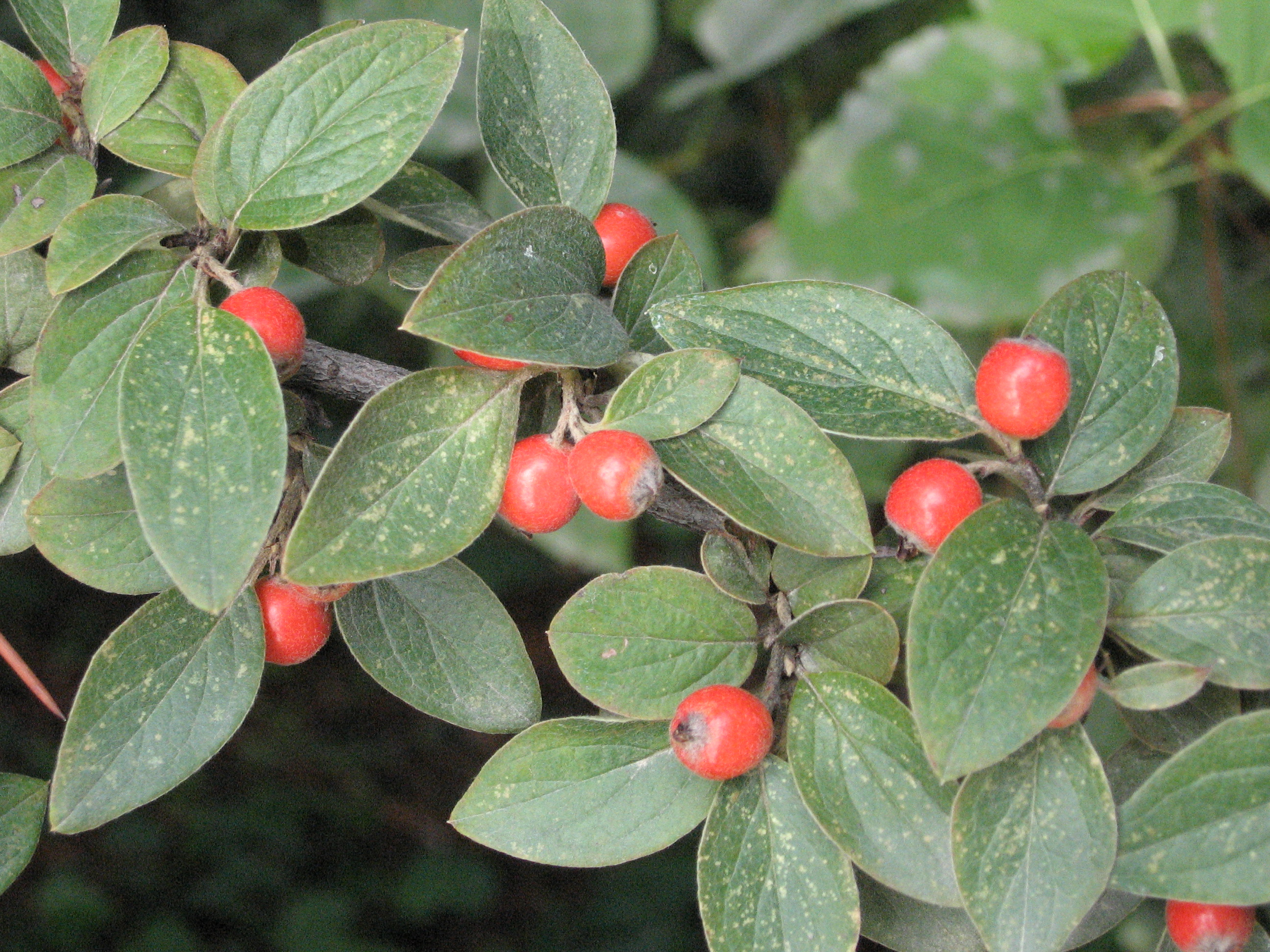
Franchets Zwergmispel (Cotoneaster franchetii)

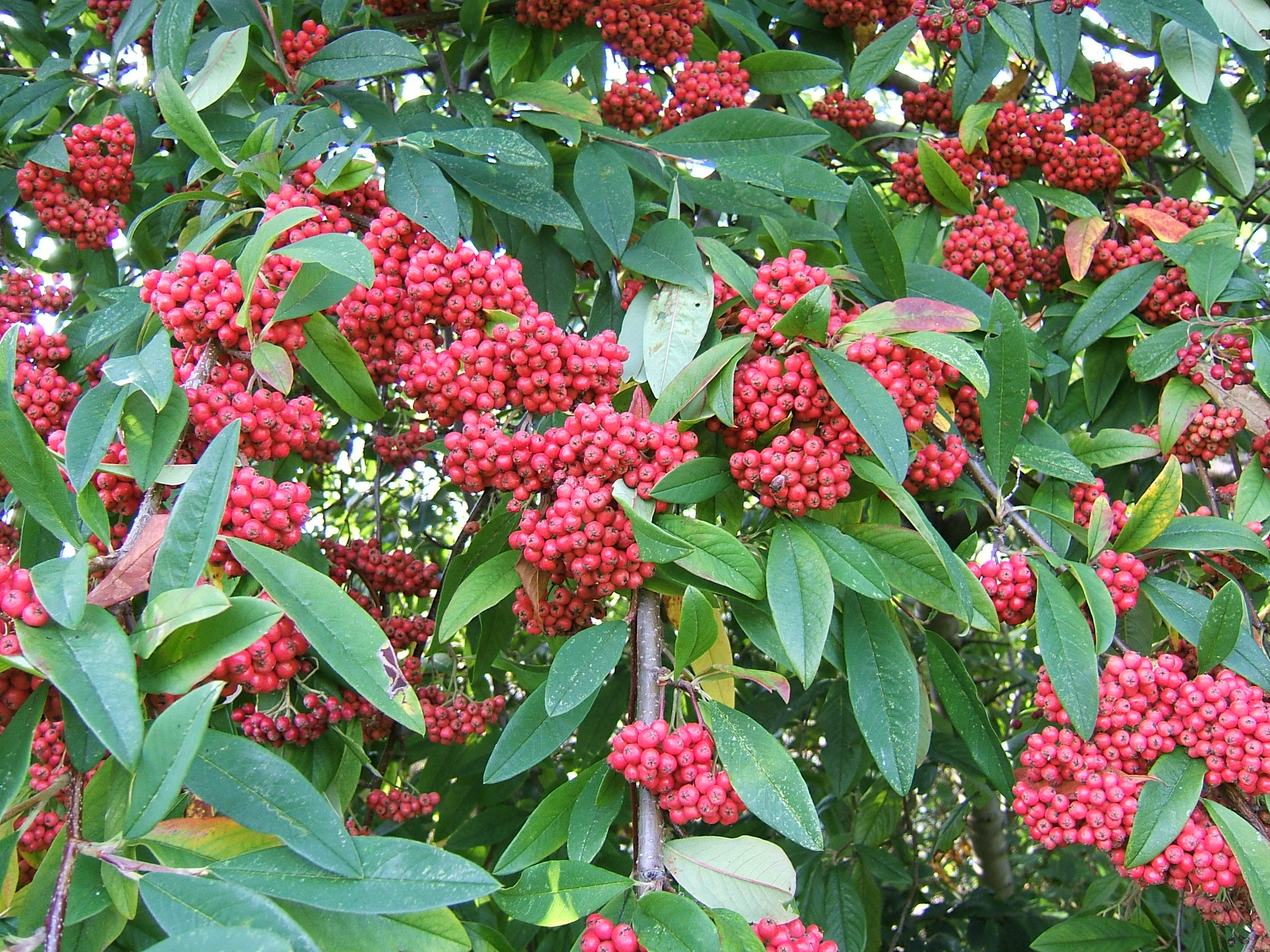
Baum-Zwergmispel (Cotoneaster frigidus)

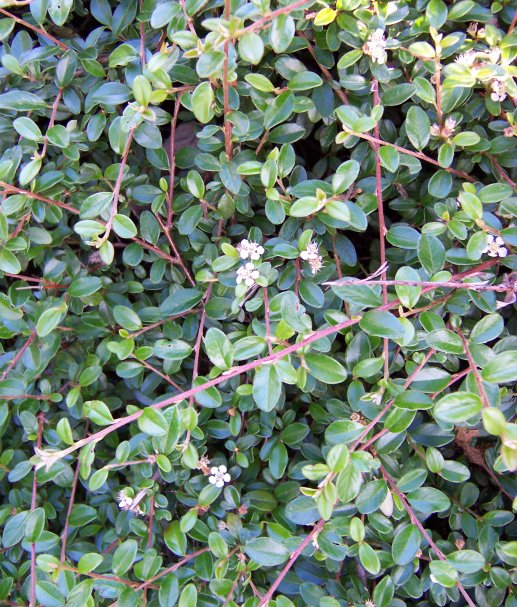
Fächer-Zwergmispel (Cotoneaster horizontalis)

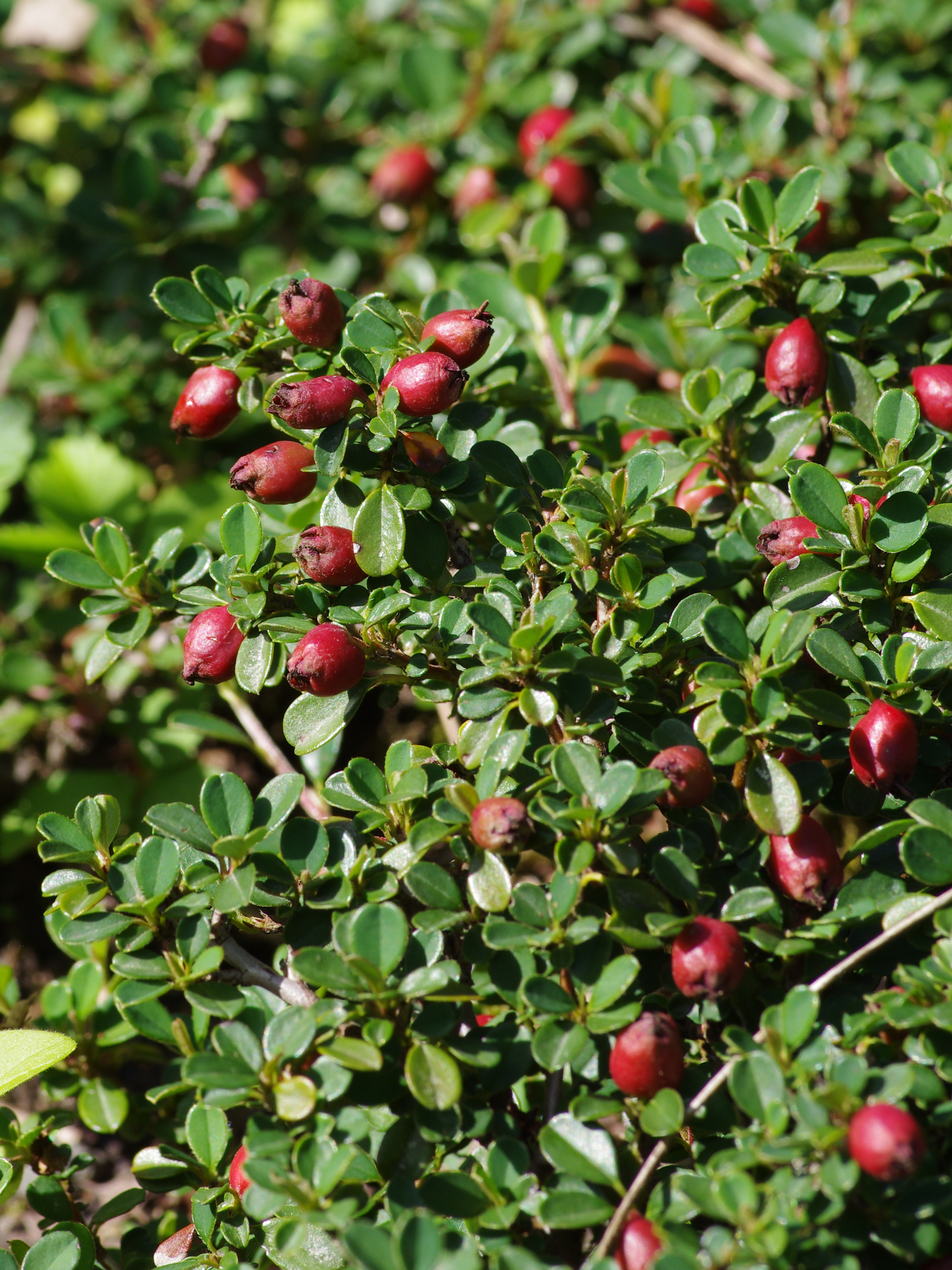
Kleinblättrige Zwergmispel (Cotoneaster microphyllus)

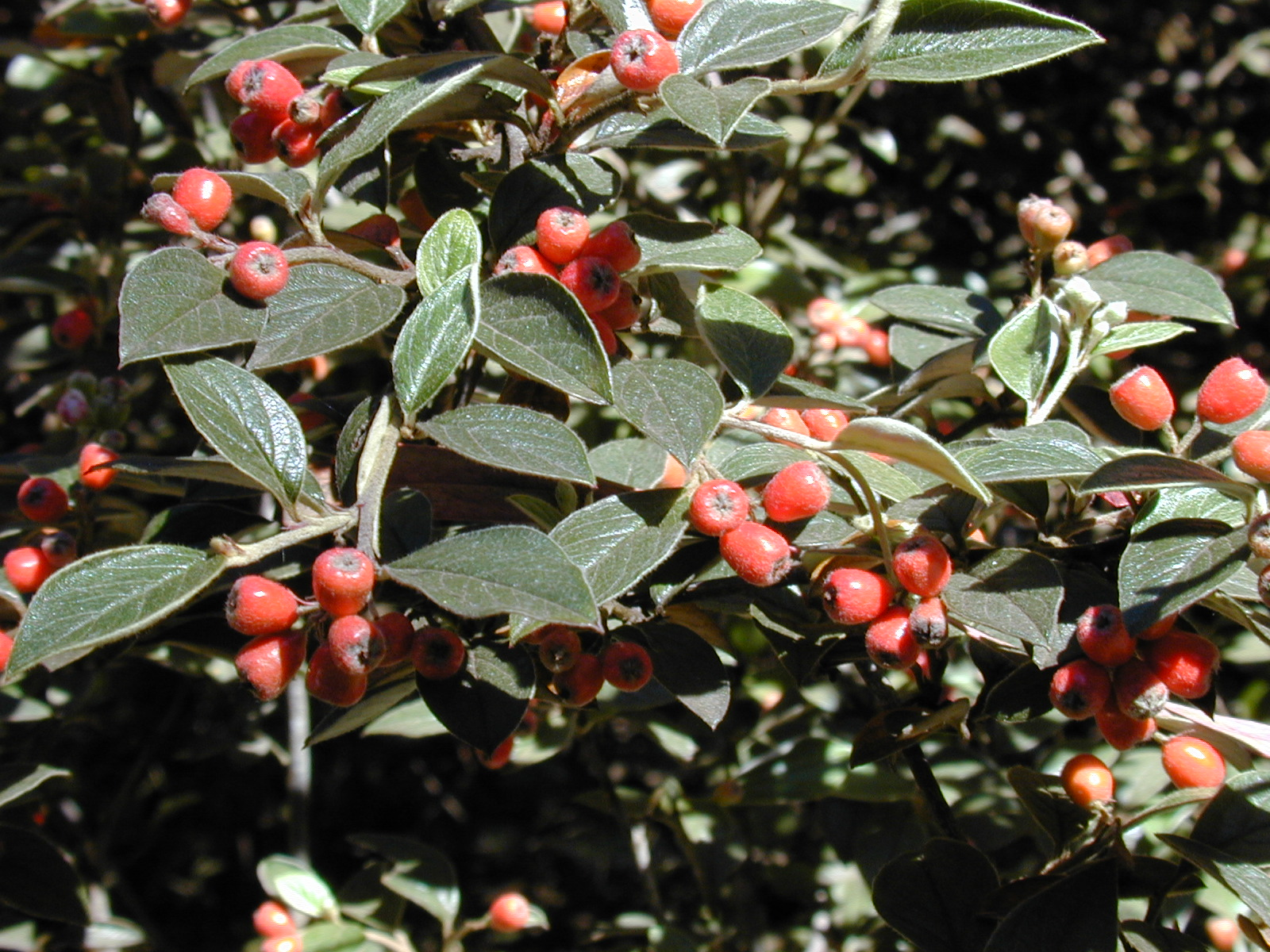
Grobflockige Zwergmispel (Cotoneaster pannosus)

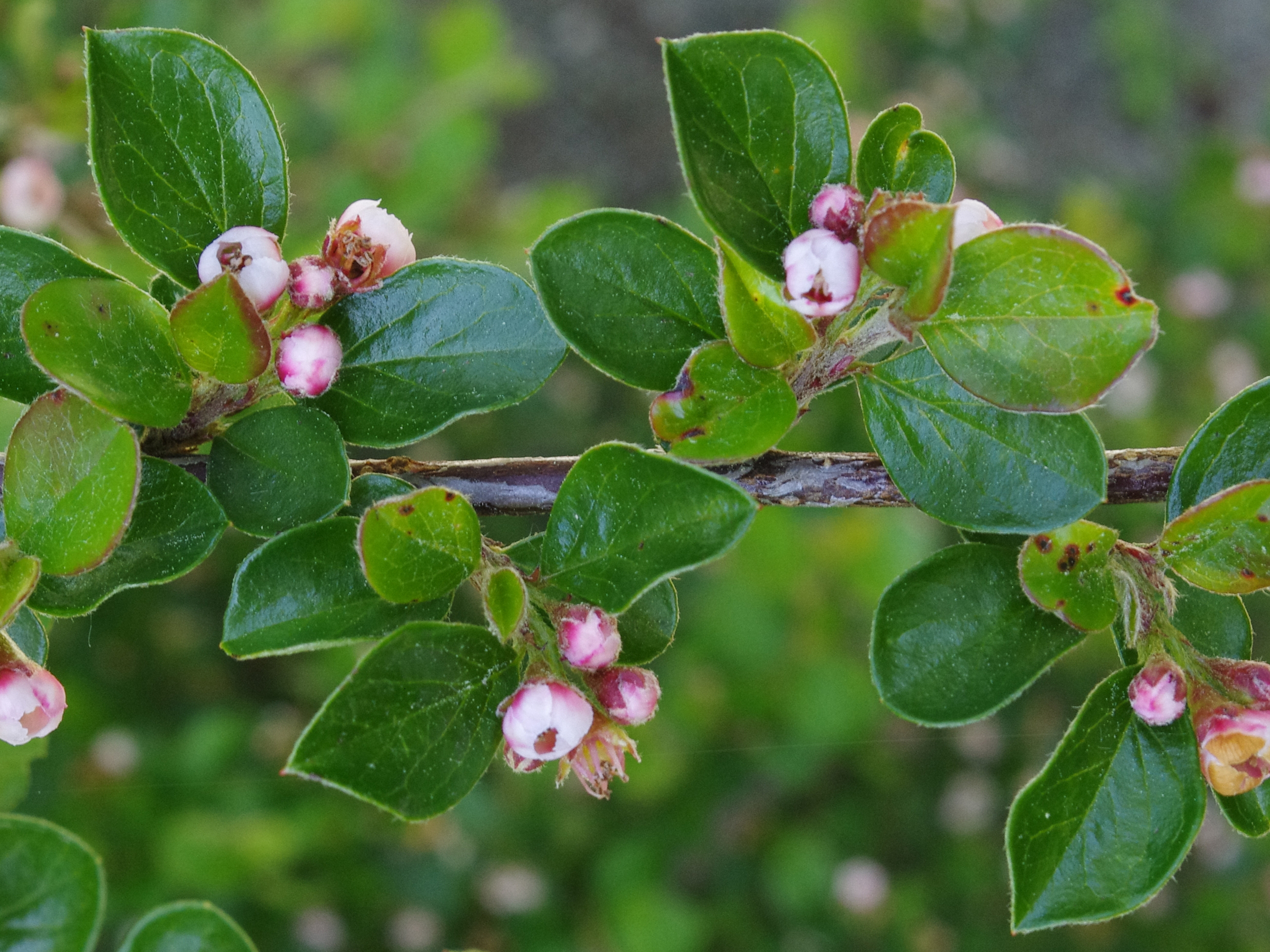
Dichtblütige Zwergmispel (Cotoneaster racemiflorus)

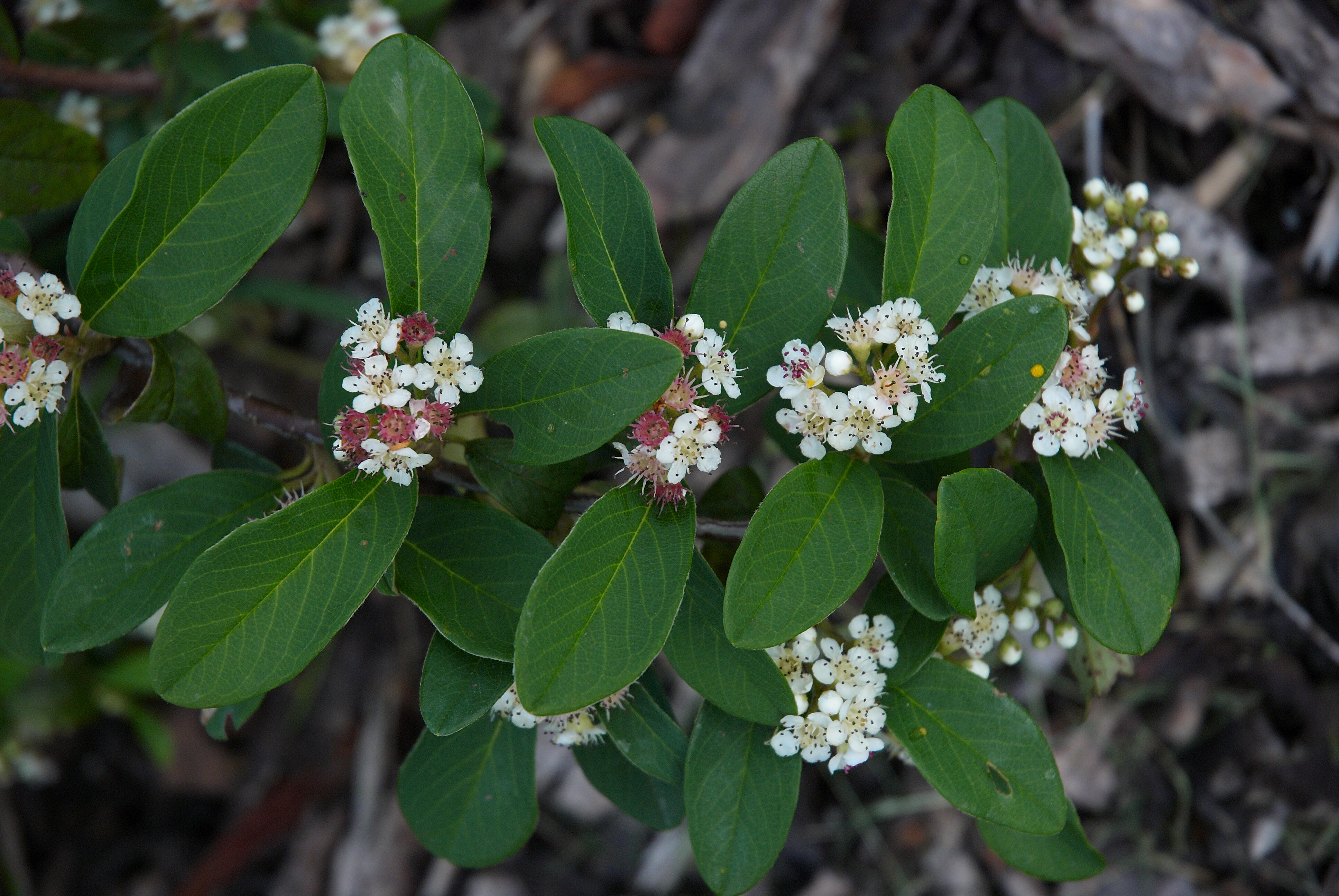
Weidenblättrige Zwergmispel (Cotoneaster salicifolius)

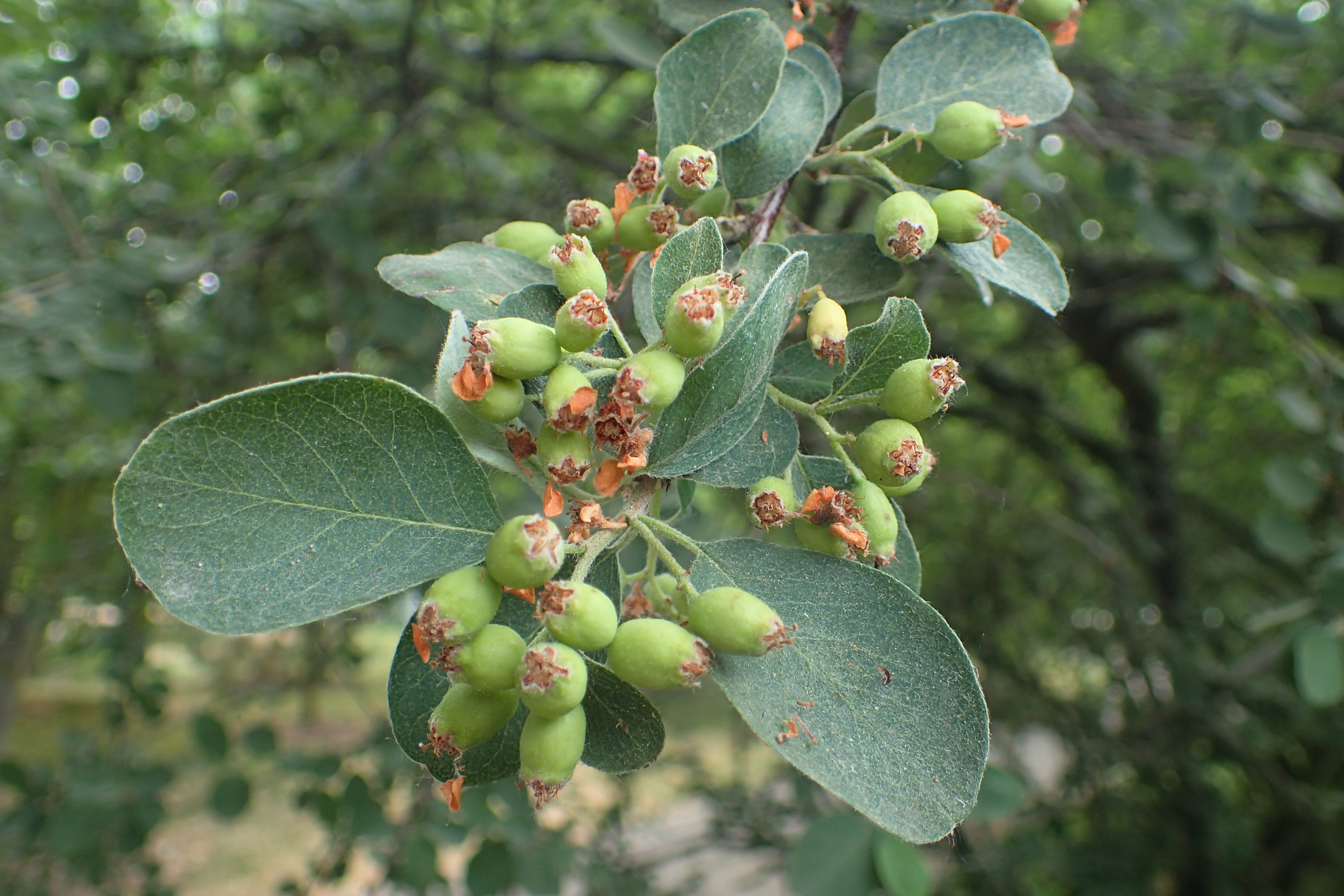
Cotoneaster soongoricus

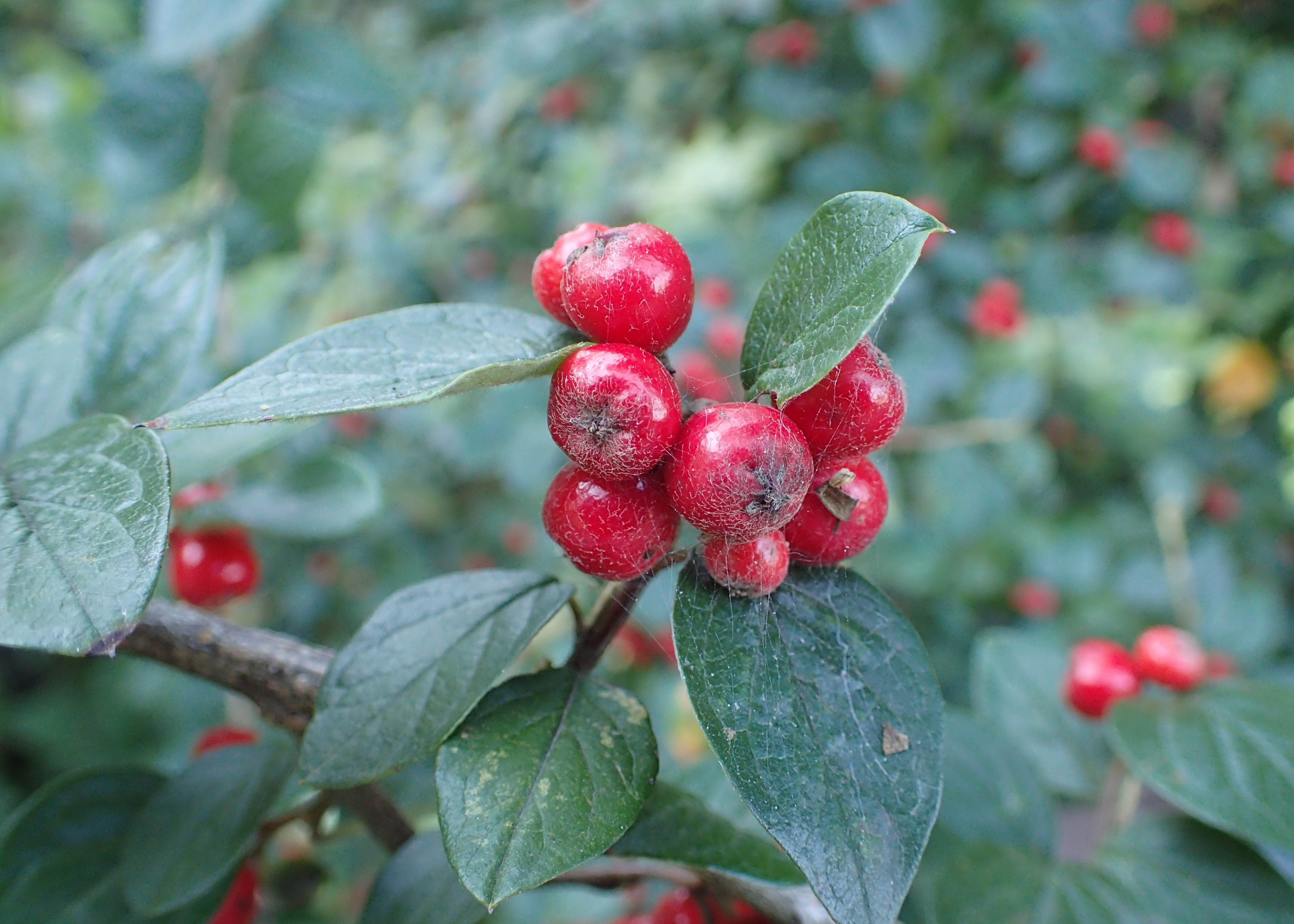
Wards Zwergmispel (Cotoneaster wardii)

## Systematik
Die Zwergmispeln (Cotoneaster) sind eine Gattung aus der Familie der Rosengewächse (Rosaceae). Dort werden sie der Unterfamilie Spiraeoideae, Tribus Pyreae, Untertribus Kernobstgewächse (Pyrinae) zugeordnet. Die Gattung wurde 1789 von Friedrich Casimir Medicus erstmals wissenschaftlich beschrieben.
In der Gattung Cotoneaster gibt es etwa 90 Arten:
- Spitzblättrige Zwergmispel[4] (Cotoneaster acuminatus Lindl.) – im Himalaya heimisch.
- Peking-Zwergmispel[4] (Cotoneaster acutifolius Turcz.)
- Spalier-Zwergmispel[4] (Cotoneaster adpressus Bois)
- Cotoneaster affinis Lindl.: Sie kommt in Kaschmir, Indien, Bhutan, Nepal, Sikkim, im südwestlichen Sichuan, im südlichen Tibet und in Yunnan in Höhenlagen von 1100 bis 3900 Metern vor.[2]
- Zweifelhafte Zwergmispel[4] (Cotoneaster ambiguus Rehder & E.H. Wilson)
- Cotoneaster apiculatus Rehder & E.H.Wilson: Sie kommt in Gansu, Hubei, Shaanxi, Sichuan und Yunnan in Höhenlagen von 1500 bis 3300 Metern vor.[2]
- Runzelige Zwergmispel[4] (Cotoneaster bullatus Bois) – Zierpflanze, auch verwildert
- Buchsblättrige Zwergmispel (Cotoneaster buxifolius Wall. ex Lindl.): Sie kommt in Indien, Bhutan, Nepal, Myanmar, Guizhou, Sichuan, Tibet und Yunnan in Höhenlagen von 1000 bis 3900 Metern vor.[2]
- Cotoneaster chengkangensis T.T.Yu: Sie kommt im westlichen Yunnan in Höhenlagen von 2300 bi 3400 Metern vor.[2]
- Bogen-Zwergmispel[4] (Cotoneaster conspicuus (Messel) Messel): Sie kommt in Sichuan, im südlichen Tibet und in Yunnan in Höhenlagen von 2400 bis 3300 Metern vor.[2]
- Cotoneaster coriaceus Franch.: Sie kommt in Guizhou, Sichuan, Tibet und Yunnan in Höhenlagen von 1800 bis 2700 Metern vor.[2]
- Teppich-Zwergmispel[4] (Cotoneaster dammeri C.K.Schneid. – benannt nach dem Botaniker Udo Dammer) – ähnlich der Fächer-Zwergmispel (Cotoneaster horizontalis), jedoch flach am Boden liegend, Blätter länglich oder elliptisch; ist in China heimisch.
- Diels Zwergmispel[4] (Cotoneaster dielsianus E.Pritz. ex Diels): Sie kommt in Gansu, Guizhou, Hubei, Sichuan, Tibet und Yunnan in Höhenlagen von 1000 bis 3600 Metern vor.[2]
- Sparrige Zwergmispel[4] (Cotoneaster divaricatus Rehder & E.H. Wilson): Sie kommt in Anhui, Gansu, Guizhou, Hubei, Hunan, Jiangxi, Shaanxi, Sichuan, Xinjiang, Tibet, Yunnan und Zhejiang in Höhenlagen von 1600 bis 3400 Metern vor.[2]
- Cotoneaster fangianus T.T.Yu: Sie kommt im südwestlichen Hubei vor.[2]
- Cotoneaster floridus J. Fryer & B.Hylmö: Sie wurde 2008 aus Yunnan erstbeschrieben.[2]
- Cotoneaster foveolatus Rehder & E.H.Wilson: Sie kommt in Gansu, Guizhou, Hubei, Hunan, Shaanxi, Sichuan, Tibet und Yunnan in Höhenlagen von 1400 bis 3400 Metern vor.[2]
- Franchets Zwergmispel[4] (Cotoneaster franchetii Bois): Sie kommt in Thailand, Guizhou, Sichuan, Tibet und Yunnan in Höhenlagen von 1600 bis 2900 Metern vor.[2]
- Baum-Zwergmispel[4] (Cotoneaster frigidus Wall. ex Lindl.): Sie kommt in Tibet, Bhutan, im nördlichen Indien, in Nepal und Sikkim in Höhenlagen von 2800 bis 3300 Metern vor.[2]
- Cotoneaster glabratus Rehder & E.H.Wilson: Sie kommt in Guizhou, Hubei, Sichuan und Yunnan in Höhenlagen von 1600 bis 2800 Metern vor.[2]
- Cotoneaster glaucophyllus Franch.: Sie kommt in vier Varietäten in Guangxi, Guizhou, Sichuan und Yunnan in Höhenlagen von 1200 bis 3000 Metern vor.[2]
- Cotoneaster glomerulatus W.W.Sm.: Sie kommt im westlichen Yunnan in Höhenlagen von 2000 bis 2600 Metern vor.[2]
- Cotoneaster gracilis Rehder & E.H.Wilson: Sie kommt in zwei Varietäten in Gansu, Henan, Hubei, Shaanxi und Sichuan in Höhenlagen von 1000 bis 3000 Metern vor.[2]
- Cotoneaster harrovianus E.H.Wilson: Sie kommt im südwestlichen Yunnan vor.[2]
- Cotoneaster harrysmithii Flinck & B.Hylmö: Sie kommt im westlichen Sichuan und im südöstlichen Tibet in Höhenlagen von 2300 bis 2900 Metern vor.[2]
- Cotoneaster hebephyllus Diels: Sie kommt in vier Varietäten in Gansu, Hebei, Sichuan, im südöstlichen Tibet und in Yunnan in Höhenlagen von 1300 bis 3400 Metern vor.[2]
- Cotoneaster hissaricus Pojark.: Sie kommt im Iran, in Afghanistan, Turkmenistan, Tadschikistan und Kirgisistan vor.[3]
- Fächer-Zwergmispel[4] (Cotoneaster horizontalis Decne.) – anspruchsloser Bodendecker, nur teilweise wintergrün, fischgrätartige Zweige, kleine rundliche Blätter, Neophyt, in China beheimatet.
- Cotoneaster insignis Pojark.: Sie kommt vom Iran bis Zentralasien und dem Himalaja vor.[3]
- Gewöhnliche Zwergmispel[4] (Cotoneaster integerrimus Medik.) – in Mitteleuropa heimisch.
- Cotoneaster krasnovii Pojark.: Sie kommt in Kasachstan vor.[3]
- Cotoneaster langei G.Klotz: Sie kommt im südwestlichen Sichuan und im nordwestlichen Yunnan in Höhnelagen von 3000 bis 3500 Metern Meereshöhe vor.[2]
- Cotoneaster melanocarpus Lodd., G.Lodd. & W.Lodd.: Sie kommt von Osteuropa bis Japan, der nördlichen Mongolei und in China vor.[2]
- Kleinblättrige Zwergmispel[4] (Cotoneaster microphyllus Wall. ex Lindl.), im Himalaya heimisch.
- Cotoneaster miniatus (Rehder & E.H. Wilson) Flinck & B. Hylmö: Sie kommt in China vor.[2]
- Cotoneaster mongolicus Pojark.: Sie kommt in der östlichen Mongolei und in der Inneren Mongolei vor.[2]
- Cotoneaster morrisonensis Hayata: Sie kommt in Taiwan in Höhenlagen von 2200 bis 3500 Metern vor.[2]
- Moupin-Zwergmispel[4] (Cotoneaster moupinensis Franch.): Sie kommt in Gansu, Guizhou, Hubei, Ningxia, Shaanxi, Sichuan, Tibet und Yunnan in Höhenlagen von 1300 bis 3200 Metern vor.[2]
- Reichblütige Zwergmispel (Cotoneaster multiflorus Bunge): Sie kommt in Südwestasien, in Zentralasien, in Russland und in drei Varietäten in China vor.[2]
- Cotoneaster neoantoninae A.N.Vassiljeva: Sie kommt in Kasachstan vor.[3]
- Cotoneaster neopopovii Czerep.: Sie kommt vom südlichen Sibirien bis zur nördlichen Mongolei vor.[3]
- Cotoneaster nitens Rehder & E.H.Wilson: Sie kommt im westlichen Sichuan in Höhenlagen von 1900 bis 3000 Metern vor.[2]
- Cotoneaster nitidifolius C.Marquand: Sie kommt in Sichuan und in Yunnan in Höhenlagen von 2000 bis 3000 Metern vor.[2]
- Cotoneaster nitidus Jacq.: Sie kommt in drei Varietäten in Bhutan, im nordöstlichen Indien, im nördlichen Myanmar, in Nepal, Sikkim, Sichuan, Tibet und Yunnan vor.[2]
- Cotoneaster nummularioides Pojark.: Sie kommt im Iran, Turkmenistan, Tadschikistan und Kirgisistan vor.[3]
- Cotoneaster nummularius Fisch. & C.A.Mey.: Sie kommt von Griechenland, Eritrea und der Arabischen Halbinsel bis zur Inneren Mongolei vor.[3]
- Cotoneaster obscurus Rehder & E.H.Wilson: Sie kommt in Guizhou, Hubei, Sichuan, Tibet und Yunnan in Höhenlagen von 1500 bis 3000 Metern Meereshöhe vor.[2]
- Cotoneaster oliganthus Pojark.: Sie kommt in Kasachstan, Kirgisistan, Xinjiang und Nei Mongol vor.[2]
- Grobflockige Zwergmispel (Cotoneaster pannosus Franch.): Sie kommt in zwei Varietäten in Sichuan vor.[2]
- Cotoneaster qungbixiensis J.Fryer & B.Hylmö: Die wurde 2008 aus Yunnan erstbeschrieben.[2]
- Dichtblütige Zwergmispel[4] (Cotoneaster racemiflorus (Desf.) K.Koch): Sie kommt von Zypern bis Zentralasien und Myanmar vor.[3]
- Cotoneaster reticulatus Rehder & E.H.Wilson: Sie kommt im westlichen Sichuan in Höhenlagen von 2600 bis 3000 Metern vor.[2]
- Cotoneaster rhytidophyllus Rehder & E.H.Wilson: Sie kommt von Guizhou und Sichuan in Höhenlagen von 1200 bis 2600 Metern Meereshöhe vor.[2]
- Rundblättrige Zwergmispel[4] (Cotoneaster rotundifolius Wall. ex Lindl.): Sie kommt vom Himalaja bis zum südlich-zentralen China vor.[2]
- Cotoneaster rubens W.W.Sm.: Sie kommt in zwei Varietäten im nördlichen Myanmar, in Bhutan, im westlichen Sichuan, im südöstlichen Tibet und im nordwestlichen Yunnan in Höhenlagen von 3000 bis 4100 Metern vor.[2]
- Weidenblättrige Zwergmispel[4] (Cotoneaster salicifolius Franch.): Sie kommt in vier Varietäten in Guizhou, Hubei, Hunan, Sichuan und Yunnan vor.[2]
- Cotoneaster sanguineus T.T. Yu: Sie kommt im nordöstlichen Indien, in Bhutan, Nepal, im südöstlichen Tibet und im nordwestlichen Yunnan in Höhenlagen von 3200 bis 4100 Metern vor.[2]
- Cotoneaster schantungensis Klotz: Sie kommt nur in Shandong vor.[2]
- Cotoneaster sherriffii G. Klotz: Sie kommt in Bhutan, Nepal, im südöstlichen Tibet und im westlichen Sichuan in Höhenlagen von 2700 bis 4100 Metern vor.[2]
- Cotoneaster silvestrii Pamp.: Sie kommt in Anhui, Gansu, Henan, Hubei, Jiangsu, Jiangxi und Sichuan vor.[2]
- Cotoneaster soongoricus (Regel) Popov: Sie kommt in zwei Varietäten in Gansu, Hebei, Nei Mongol, Ningxia, Qinghai, Shanxi, Sichuan, Xinjiang, Tibet, Yunnan und vielleicht auch in Nepal vor.[2]
- Wintergrüne Zwergmispel[4] (Cotoneaster sternianus (Turrill) Boom)
- Cotoneaster subadpressus T.T.Yu: Sie kommt in Sichuan und im westlichen Yunnan in Höhenlagen von 3000 bis 3600 Metern vor.[2]
- Cotoneaster submultiflorus Popov: Sie kommt in Zentralasien, in Tibet, in Gansu, Hebei, Henan, Nei Mongol, Ningxia, Qinghai, Shaanxi, Shanxi, Sichuan und Xinjiang vor.[2]
- Cotoneaster taylorii T.T.Yu: Sie kommt nur im östlichen Tibet in Höhenlagen von 3300 bis 4200 Metern vor.[2]
- Cotoneaster tenuipes Rehder & E.H.Wilson: Sie kommt in Gansu, Qinghai, Shaanxi, Sichuan, Tibet und Yunnan in Höhenlagen von 1900 bis 3100 Metern vor.[2]
- Filz-Steinmispel (Cotoneaster tomentosus (Aiton) Lindl.): Sie kommt in Mittel- und Südeuropa und in Vorderasien vor.[5]
- Cotoneaster transcaucasicus Pojark.: Sie kommt von der Türkei bis zum Kaukasusraum vor.[3]
- Cotoneaster turbinatus Craib: Sie kommt in Guizhou, Hubei, Sichuan und Yunnan in Höhenlagen von 1800 bis 2700 Metern vor.[2]
- Cotoneaster uniflorus Bunge: Sie kommt in Russland, in der nordwestlichen Mongolei, in Qinghai und in Xinjiang vor.[2]
- Cotoneaster verruculosus Diels: Sie kommt im nördlichen Indien, in Bhutan, Nepal, Sikkim, Myanmar, Sichuan, Tibet und Yunnan in Höhenlagen von 2800 bis 3600 Metern vor.[2]
- Wards Zwergmispel[4] (Cotoneaster wardii W.W.Sm.): Sie kommt im südöstlichen Tibet in Höhenlagen zwischen 3000 und 4000 Metern vor.[2]
- Zabels Zwergmispel[4] (Cotoneaster zabelii C.K.Schneid.): Sie kommt in den chinesischen Provinzen Gansu, Hebei, Henan, Hubei, Hunan, Jiangxi, Nei Mongol, Ningxia, Qinghai, Shaanxi, Shandong sowie Shanxi vor.[2]

## Nutzung
In den gemäßigten Gebieten werden einige Arten bzw. deren Sorten als Ziergehölze gepflanzt, beispielsweise als Bodendecker. Die bodendeckenden Cotoneaster-Arten werden auch oft als Straßengrün in Städten oder auf Freiflächen zwischen Gebäuden angepflanzt (sogenannte „Architektenpetersilie“). Die Gattung Cotoneaster gehört zu den Wirtspflanzen des Feuerbrands.

## Feuerbrand
Zwergmispel-Arten sind als Kernobstgewächse (Pyrinae) stark durch Befall mit Feuerbrand gefährdet und sie zählen mit zu den Hauptwirtsgruppen.
Die Einfuhr, Produktion und Inverkehrbringung von Zwergmispeln ist in der Schweiz seit dem 1. Mai 2002 verboten.